# Jan Serpenti
Jan Serpenti (*Bergen, 6 de marzo de 1945) fue un ciclista holandés, profesional entre 1969 y 1975, cuyo mayor éxito deportivo lo logró en la Vuelta a España donde logró 1 victoria de etapa en la edición de 1970.

## Palmarés
| 1969 - Prinsenbeek 1970 - 1 etapa en la Vuelta a España | 1972 - Groningen 1973 - Hendrix-Ido-Ambacht |